# Limahl
Christopher Hamill (Wigan, 1958. december 19.), művésznevén Limahl (a Hamill név anagrammája) angol zenész. Az 1980-as évek elején a Kajagoogoo együttes énekese volt, majd szólókarriert is folytatott. Legismertebb száma a The NeverEnding Story.

## Karrierje
Már fiatalon zongorázni, gitározni, és énekelni tanult, és zeneszövegeket írt. Pályafutását színészként kezdte az 1970-es évek végén: színészcsapatokkal turnézott Nagy-Britanniában, musicaleket adva elő. Emellett kisebb szerepeket vállalt tévésorozatokban és videóklipekben. Az 1980-as évek elején több együttesben megfordult, míg 1982-ben a Kajagoogoo (korábban Art Nouveau) énekese lett. A Kajagoogoo rövid életű, de viszonylag sikeres volt; 1983-ban Too Shy című daluk a brit toplista élére került.
1983 végén az együttes kirúgta Limahlt; álláspontjuk szerint Limahl túl pökhendi és egoista volt, Limahl szerint viszont féltékenyek voltak a sikerére. Ezután Limahl szólókarrierbe kezdett; leghíresebb számai The NeverEnding Story (a Végtelen történet film címzenéje), Tar Beach, és Only for Love. Albumai azonban nem örvendtek sikernek, és egy idő után felhagyott karrierjével.
Az 1990-es években lemezkiadót alapított és producerként is dolgozott. A 2000-es években ismét csatlakozott az újraalakult Kajagoogoohoz, ám új albumokat már nem adtak ki. 2012-ben elkészítette 1983 című kislemezét.

## Magánélete
Vegetáriánus és nyíltan meleg.

## Nagylemezek
Kajagoogoo
- White Feathers (1983)

Szólóalbumok
- Don't Suppose (1984)
- Colour All My Days (1986)
- Love Is Blind (1992)

## Érdekességek
- Róla mintázták a Marvel Comics kiadó Mázlista karakterét.[7]
- Limahlt „egyslágeres előadónak” is szokták nevezni, mivel főleg a The NeverEnding Story számáról ismert.[7]